# 林旭

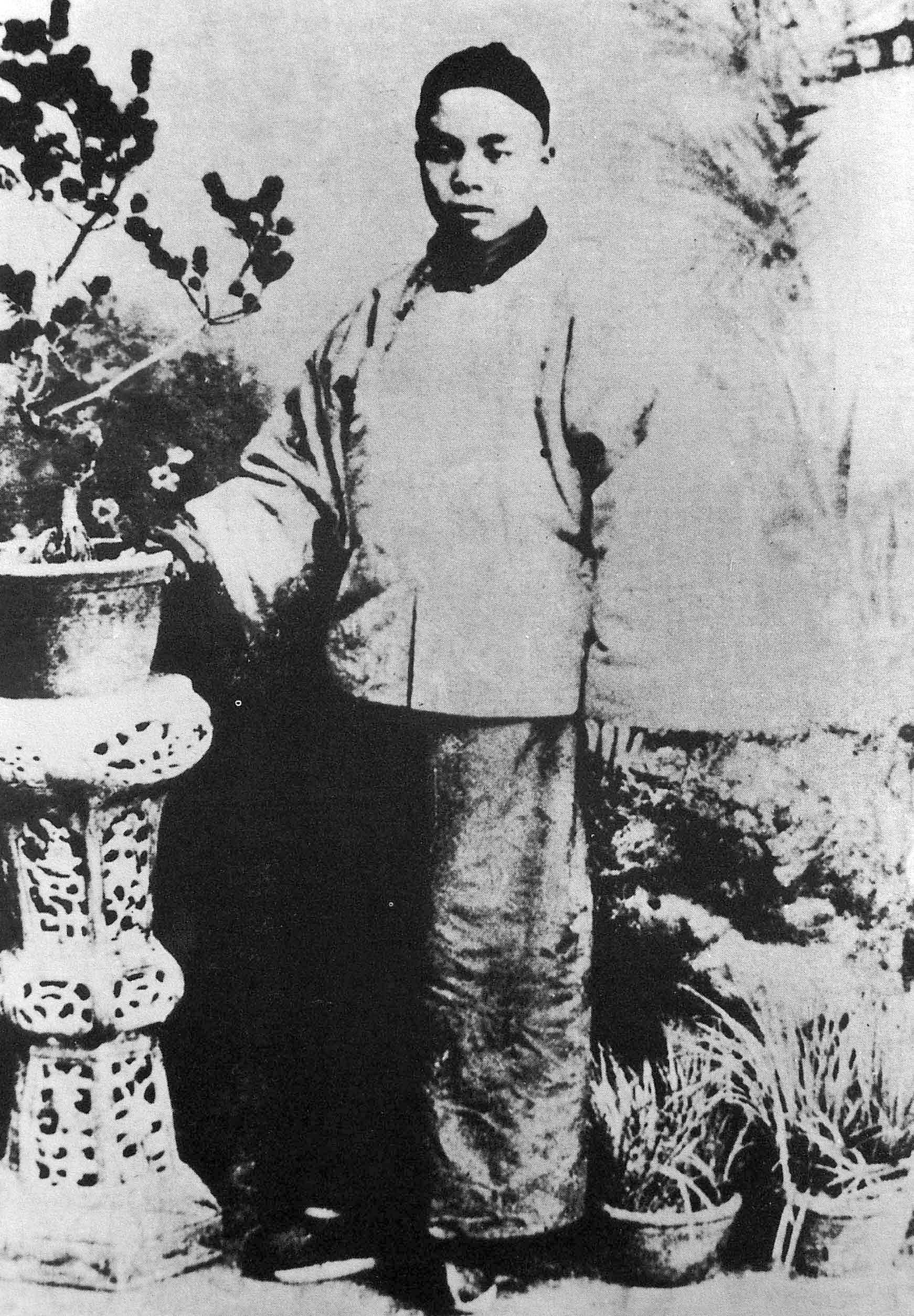
林旭

林旭（1875年—1898年9月28日），字暾谷，福建侯官（今福州）人。清朝末年维新派人士。出身举人。是康有為的弟子，戊戌六君子之一。梁启超在《戊戌政变记》中称其“其于诗词、散文皆天授，文如汉魏人；诗如宋人，波澜老成，瑰奥深秾，流行京师，名动一时”。有《晚翠轩集》遗世。

## 生平
光绪十九年（1893年）癸巳恩科福建鄉試解元。光緒二十一年（1895年）曾任内阁中书。1898年3月倡立闽学会，与粤、蜀、浙、陕各学会相呼应，推动维新运动。又是保国会倡始董事之一。同年9月5日，百日维新后期，授四品卿衔军机章京，此后十日间，上书言事甚多，不少上谕出其手笔。
戊戌变法失败被捕，与谭嗣同等（总称戊戌六君子）同时被杀害于菜市口。著作有《晚翠轩诗集》。妻子是晚清名臣沈葆桢子沈瑜慶之長女沈鹊应，擅詩詞，在林旭就义后，服毒自尽（一说抑郁以终）。

## 著作
林旭在獄中題有絕命詩，感懷身世如下：
|  | 青蒲飲泣知何報？慷慨難酬國事恩；我為君歌千里草，本初健者莫輕言！ |

## 林旭墓
林旭死後，義僕朱德貴將其遺體運回福州，停柩於金雞山地藏寺。光緒二十六年，林旭的夫人沈鵲應以悲憤病歿。次年沈瑜慶歸閩營生壙，並葬林旭夫婦於左側。林旭墓聯：千秋晚翠孤忠草；一卷崦樓絕命詞。
1965年，吳家瓊寫信報告，在北門外貓頭山上發現林旭墓，王鐵藩去他家了解情況。

## 備註
1. ↑  青蒲飲泣，用汉史丹典故。竟宁元年（前33年），汉元帝病重，欲废太子，改立定陶王。史丹“直入卧内，顿首伏青蒲上，梯泣固谏”，“太子得不易”。一作“青袍飲泣”。
2. ↑  國事，一作“国士”。
3. ↑  千里草，指东汉末年董卓。当时有民谣“千里草，何青青，十日卜，不得生”，謎底指董卓。此暗指董福祥。
4. ↑  本初，本初是东汉末年军阀袁绍的字，暗喻袁世凱。
5. ↑  健者，汉末董卓专政，董卓思废汉少帝，袁绍不同意，董卓说：“天下之事，岂不在我，我欲为之，谁敢不从？”袁绍则回答道：“天下健者，岂唯董公”。

## 延伸阅读
[在维基数据编辑]
 《清史稿/卷464》，出自趙爾巽《清史稿》
 在维基共享资源阅览影像